# Енхбатин Бадар-Ууган
Енхбатин Бадар-Ууган  (монг. Энхбатын Бадар-Ууган, 3 червня 1985) — монгольський боксер, олімпійський чемпіон.

## Аматорська кар'єра
На чемпіонаті світу 2005 у категорії до 51 кг програв у першому бою Бато-Мунко Ванкеєву (Білорусь).
На Азійських іграх 2006 у категорії до 54 кг завоював бронзову медаль, програвши у півфіналі Хан Сун Чхоль (Південна Корея).
На чемпіонаті світу 2007 завоював срібну медаль.
- В 1/32 фіналу переміг Кліва Атвела (Гаяна) — 25-8
- В 1/16 фіналу переміг Яхин Вітторіо Паррінелло (Італія) — 19-14
- В 1/8 фіналу переміг Давида Олтвані (Угорщина) — 17-5
- В 1/4 фіналу переміг Ектора Манзанілла (Венесуела) — RSCI 3
- У півфіналі переміг Джозефа Мюррей (Англія) — 20-11
- У фіналі програв Сергію Водоп'янову (Росія) — 14-16

На Олімпійських іграх 2008 став чемпіоном.
- В 1/16 фіналу переміг Оскара Вальдеса (Мексика) — 15-4
- В 1/8 фіналу переміг Джона Джо Невіна (Ірландія) — 9-2
- В 1/4 фіналу переміг Хумісо Ікгополенг (Ботсванаа) — 15-2
- У півфіналі переміг В'ячеслава Гожана (Молдова) — 20-11
- У фіналі переміг Янк'єля Леона (Куба) — 16-5

### Виступи на Олімпіадах
| Олімпіада  | Дисципліна | Місце |
| ---------- | ---------- | ----- |
| Пекін 2008 | до 54 кг   | 1     |